# يوكو أونو
يوكو أونو لينون (オノ・ヨーコ أونو يوكو، بالكانجي:小野 洋子) ولدت في 18 فبراير 1938 في طوكيو. هي فنانة يابانية وموسيقية. تشتهر أيضا كونها من فنانات وموسيقيي المسرح الطليعي "avant-garde". كما اشتهرت بزواجها من مغني فريق البيتلز جون لينون، إضافة لكونها حائزة على عدد من الجوائز الأمريكية والعالمية منها جائزة الغرامي.

## حياتها الشخصية
والدة أونو يوكو كانت من أسرة «ياسودا» مؤسسي مجموعة ياسودا المصرفية التي اعتبرت من أهم التكتلات المالية في اليابان. والدها كان إسوكي أونو والذي عمل في بنك يوكوهاما سبيشي. قبل مولدها بأسبوعين تحول والدها إلى سان فرانسيسكو للعمل، لتلحق به الأسرة بعد ذلك بقليل. في 1937 عاد والدها مجددا إلى اليابان، لتسجل أونو في «كلية غاكوشوين» Gakushūin الجامعة في طوكيو. والتي تأسست في العام 1877 والتي تعد أغلى المدارس كلفة في اليابان. حيث كانت في فترة ماقبل الحرب العالمية الثانية تخصص لأولاد الطبقة الأرستقراطية فقط، أو أبناء الأسرة الإمبراطورية.
في العام 1940 انتقلت الأسرة إلى مدينة نيويورك، حيث عمل والد أونو، في 1941 تم نقل والدها إلى هانوي، فغادرت العائلة إلى اليابان. دخلت أونو في تلك الفترة إلى مدرسة راهبات في طوكيو تديرها أسرة موتسو. ظلت أونو في طوكيو في فترة القصف الكبير في 9 مارس 1945.
خلال فترة القصف العنيف، لجأت وأسرتها إلى قبو في منطقة أزاتو بحي ميناتو في طوكيو.
بعد القصف غادرت أونو وأفراد من أسرتها إلى منتجع جبل كارويزاوا، والذي لجأ إليه أفراد من العائلة الإمبراطورية كذلك.
تقول أونو أنها وأسرتها اضطروا للتسول لأجل الحصول على الطعام، كما كانو يحملون متعلقاتهم في عربة يدوية صغيرة. وتعترف أونو بأن تلك الفترة من حياتها جعلتها «تنمي ميولا وسلوكا عدوانيا» في شخصيتها.
بعد نهاية الحرب وفي أبريل 1946 أعيد افتتاح مدرستها بجوار القصر الإمبراطوري، ودخلتها يوكو لتتخرج منها في 1951، لتقبل لاحقا في جامعة غاكوشوين "Gakushuin"، لتصبح أول امرأة يتم قبولها في تلك الجامعة الحصرية، إلا أنها وقتها لم تدرس بها سوي لفصلين دراسيين ولتتركها لاحقا.
بعد انتقال العائلة إلى نيويورك مجددا درست أونو في كلية سارة لورانس الداخلية. أحبت أونو في تلك الفترة الالتقاء بالشعراء والفنانين الذين يتخذون طابع الحرية "البوهيمية"، كما زارت معارض الفنون في مدينة نيويورك.
في 1956 تزوجت من المؤلف الموسيقي «توشي إتشياناغي» "Toshi Ichiyanagi"، لكنهما طلقا بسبب الخلافات في 1962، في 28 نوفمبر تزوجت يوكو من أنتوني كوكس وهو عازف جاز ومنتج أفلام أمريكي، وهو الذي سمع بها وتعقب أثرها حتى المصحة النفسية التي أودعها إياها ذويها بسبب محاولاتها الانتحار. أنجبا ابنتيهما كيوكو تشان كوكس في 1936، ليتم الطلاق بينهما في وقت لاحق، ولتدخل أونو مع كوكس في معركة حول الوصاية على ابنتهما، التي ظلت مع الوالد دون أن تجتمعا مجددا حتى أعيد لم شملهما مجددا في 1994.

## جون لينون
كان أول لقاء بين أونو وبين نجم فريق البيتلز جون لينون في 9 نوفمبر 1966 عندما كانت أونو تقيم معرضا فنيا لها في أحد غاليريهات لندن. ليرتبطا بعلاقة عاطفية بعد طلاق لينون من زوجته الأولى سينيثيا لينون.
أشار لينون مرارا إلى أونو في عدد من أغانيه منها The Ballad of John and Yoko وOh Yoko.

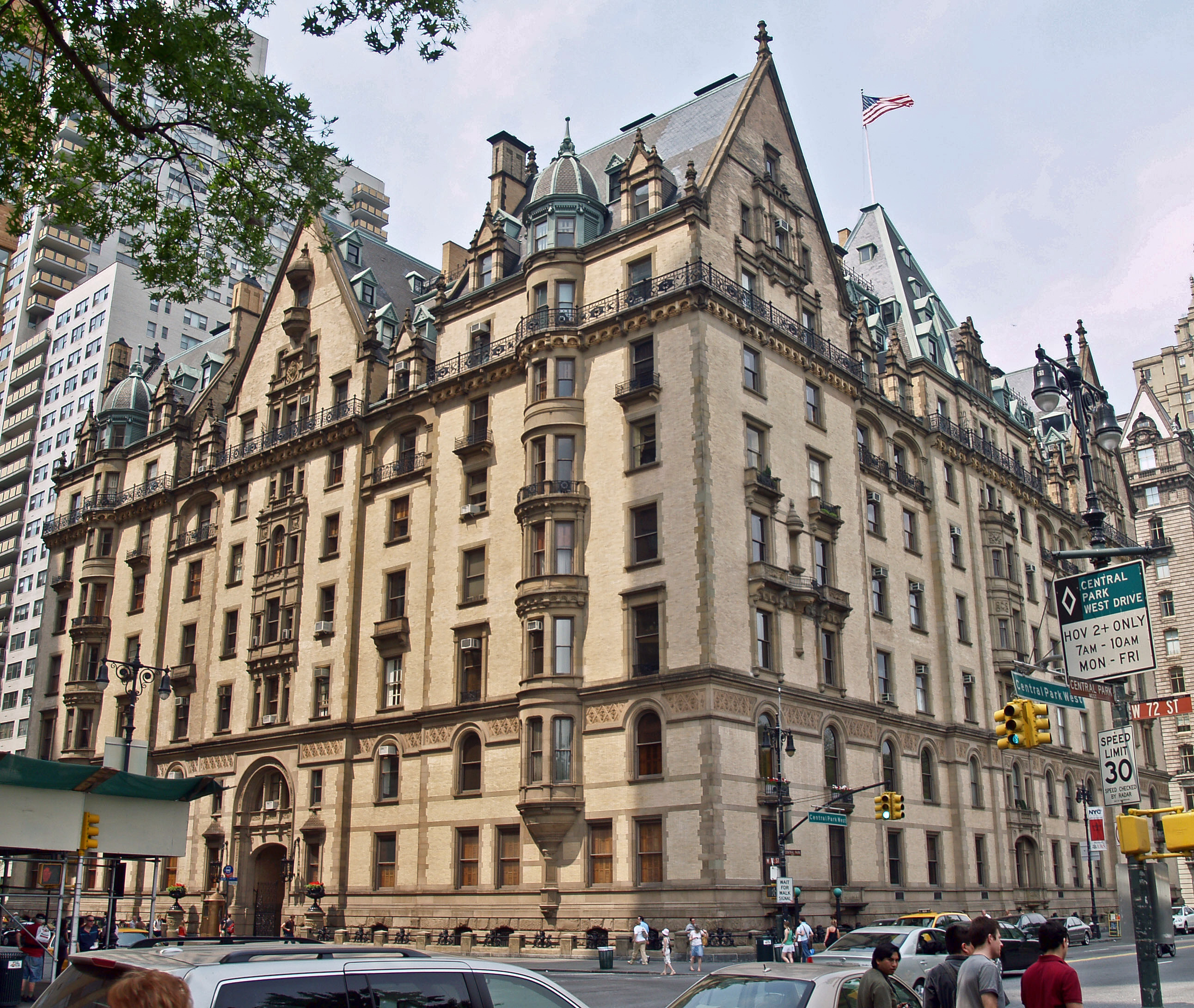
ذا داكوتا، مقر إقامة أونو منذ العام 1973

تعاونت أونو ولينون في عدد من الألبومات بدأ من العام 1968 عندما كان لينون لا يزال من البيتلز. ليتعاونا معا في ألبوم Unfinished Music No.1: Two Virgins والذي يصنف كموسيقى إلكترونية.
في العام 1969 أطلقت أونو مع لينون من خلال فرقة أونو بلاستيك "Plastic Ono Band" ألبوم Live Peace in Toronto 1969. تزوجت أونو من لينون في 20 مارس 1969 في جبل طارق.
بعد حل فرقة البيتلز ظل الثنائي أونو ولينون يتنقلان بين نيويورك ولندن. في 1975 رزق الثنائي بابنيهما شون، ليعيشا في عزلة نسبية في بناية ذا داكوتا التاريخية في مدينة نيويورك. حيث تقاعد لينون من العمل الموسيقي ليصبح رب بيت، يهتم بالطفل حتى وقت قصير قبيل اغتياله في 1980.
بعد جريمة الاغتيال دخلت لينون في عزلة كاملة لفترة طويلة من الزمن.

### نصب تذكارية
أسست أونو نصب تذكارية تخليدا لذكرى زوجها جون لينون منها Strawberry Fields memorial في سنترال بارك في مدينة نيويورك، الذي دشن رسميا في 9 أكتوبر 1985، الذي كان ليكون عيد ميلاد لينون الخامس والأربعين.
في العام 2000 قامت بتأسيس متحف جون لينون في سياتاما إحدى ضواحي طوكيو الكبرى.
في 9 أكتوبر 2007 دشنت أونو نصب جديد أطلق عليه برج تخيل السلام Imagine Peace Tower في جزيرة فيدي في أيسلندا. وفي كل عام في الفترة بين 9 أكتوبر و8 ديسمبر يطلق شعاعا من الضوء تجاه السماء.

## نشاط سياسي
منذ الستينيات عرف عن بونو اهتمامها بكونها ناشطة في مجال حقوق الإنسان والسلام، كذلك رفضها لحرب فيتنام والحروب الأمريكية على العراق. وبعد زواجهما قامت أونو ولينون حملة Bed-In «في السرير من أجل السلام»، والتي استمرت أسبوعين في أمستردام ومونتريال. والتي لاقت أصداء واسعة حيث كانا يتناقشا علنا وأمام الكاميرات حول السلام العالمي، وكان من بين زوارهما رئيس الوزراء الكندي وقتها بيير ترودو.
في 2002 قامت أونو بإعلان جائزتها الخاصة للسلام العالمي وقيمتها 50.000 دولار أمريكي، وتمنحها لفنانين يعملون ويقيمون في «مناطق الأزمات والنزاعات»، وكان فنانان فلسطيني وإسرائيلي أول الحاصلين عليها. وفي 2006 منحت الجائزة مناصفة بين الصحفي سيمور هيرش والخبير النووي الإسرائيلي موردخاي فعنونو الذي كان أول من تحدث عن الترسانة النووية الإسرائيلية وحذر منها، حيث ذكرت أونو أن سبب منحها المكرمين الجائزة بأن عملهما يلخص أفكار أغنية لينون «أعطني بعض الحقيقة» كذلك عبرت عن تأييدها لزواج المثليين حين أصدرت أغنية "Everyman... Everywoman...".
وفي 2002 قامت أونو باستاجار لوحات إعلانية ضخمة في لندن ونيويورك وطوكيو لترويج وإحياء دعوة جون لينون للسلام العالمي حملت شعار أغنية «تخيل» تخيل الشهيرة التي صدرت العام 1971، حيث ذكرت أونو وقتها للصحافة «...بعد أحداث الحادي عشر من سبتمبر أصبح من الضروري تذكير الناس بهذه الرسالة، لأن العالم بحاجة للسلام».

## الموسيقى
بدأت في العام 1961 أي بسنوات قبل لقائها لينون بالظهور لأول مرة في حفل به 258 مقعدا للحضور، وذلك في إحدى قاعات كارنيغ هول في مدينة نيويورك.
في ديسمبر 1980 عمل أونو ولينون معا في آخر عمل لهما معا Walking on Thin Ice وذلك قبل عودتهما إلى «ذا داكوتا» مقر سكنيهما في مدينة نيويورك. حيث اغتيل جون لينون على يد ديفيد تشابمان وهو يهودي متطرف.
أطلقت الأغنية بعد الجريمة بأشهر لتنال شهرة واسعة.
آخر ألبومات أونو هو ألبوم Yes, I'm a Witch الذي وزع في فبراير 2007.
```
([*] مع جون لينون)
```

- Unfinished Music No.1: Two Virgins [*] 1968
- Unfinished Music No.2: Life with the Lions [*] 1969
- Wedding Album [*] 1969
- Live Peace in Toronto 1969 [*] 1969 #10
- Yoko Ono/Plastic Ono Band 1970 #182
- Fly (Yoko Ono album) 1971 #199
- Some Time in New York City [*] 1972 #48
- Approximately Infinite Universe 1972 #193
- Feeling the Space (1973)
- A Story  (1974) (Unreleased until 1997
- Double Fantasy [*] (1980) #1
- Season of Glass 1981 #49
- It's Alright (I See Rainbows) 1982 #98
- Every Man Has a Woman 1984)
- Milk and Honey [*] 1984 #11
- Starpeace 1985
- Onobox 1992
- Walking on Thin Ice 1992
- New York Rock 1994
- Rising 1995
- Rising Mixes 1996
- Blueprint for a Sunrise 2001
- Yes, I'm a Witch 2007
- Open Your Box 2007

## مؤلفات
- Grapefruit 1964
- Summer of 1980 1983
- ただの私 (Tada-no Watashi - Just Me!) 1986
- The John Lennon Family Album 1990
- Instruction Paintings 1995
- Grapefruit Juice 1998
- YES YOKO ONO 2000
- Odyssey of a Cockroach 2005
- Imagine Yoko 2005
- Memories of John Lennon (editor) 2005

## أفلام
- Eye blink 1966, 5 دقيقة
- Bottoms 1966, 5½ دقيقة
- Match 1966, 5 دقيقة
- Cut Piece 1965, 9 دقيقة
- Wrapping Piece 1967, approx. 20 دقيقة.,
- Film No. 4 (Bottoms) 1966/1967, 80 دقيقة
- Bottoms, advertisement/commercial 1966/1967, approx. 2 دقيقة
- Two Virgins 1968, approx. 20 دقيقة
- Film No. Five (Smile) 1968, 51 دقيقة
- Rape 1969, 77 دقيقة
- Bed-In, 1969, 74 دقيقة
- Let It Be, 1970, ? دقيقة
- Apotheosis 1970, 18½ دقيقة
- Freedom 1970, 1 دقيقة
- Fly 1970 25 دقيقة
- Making of Fly 1970, approx. 30 دقيقة
- Erection 1971, 20 دقيقة
- Imagine 1971, 70 دقيقة
- Sisters O Sisters 1971, 4 دقيقة
- Luck of the Irish 1971, approx. 4 دقيقة
- Flipside 1972, approx. 25 دقيقة
- Blueprint for the Sunrise 2000, 28 دقيقة